# Ethniki Erasitechniki Kategoria 1978-1979
L'Ethniki Erasitechniki Kategoria  1978-1979 è la 4ª edizione del campionato greco di calcio di terzo livello.

## Gruppo 1

### Squadre partecipanti
| Squadra            | Città           |
| ------------------ | --------------- |
| Aetos Loutron      | Lesbo           |
| Agios Dimitrios    | Agios Dimitrios |
| Agios Ierotheos    | Peristeri       |
| Antagoras          | Coo             |
| Aris Nikea         | Nikea           |
| Asteras Zografo    | Zografo         |
| Atromitos Pireo    | Il Pireo        |
| Atsalenios Iraklio | Candia          |
| Diagoras           | Rodi            |
| Ergotelīs          | Candia          |
| Koropi             | Koropi          |
| Nikea              | Nikea           |
| OFI Creta          | Candia          |
| Panchaniakos       | La Canea        |
| Panchiakos         | Chio            |
| Pansamiakos        | Samo            |
| Petralona          | Petralona       |
| Rethymno           | Rethymno        |
| Rouf               | Atene           |
| Vyzas              | Megara          |

### Classifica
|  | Pos. | Squadra            | Pt | G  | V | N | P | GF | GS | DR |
|  | ---- | ------------------ | -- | -- | - | - | - | -- | -- | -- |
|  | 1.   | Vyzas              | 59 | 38 | ? | ? | ? | ?  | ?  | ?  |
|  | 2.   | Petralona          | 54 | 38 | ? | ? | ? | ?  | ?  | ?  |
|  | 3.   | Atromitos Pireo    | 54 | 38 | ? | ? | ? | ?  | ?  | ?  |
|  | 4.   | Rouf               | 54 | 38 | ? | ? | ? | ?  | ?  | ?  |
|  | 5.   | Atsalenios Iraklio | 50 | 38 | ? | ? | ? | ?  | ?  | ?  |
|  | 6.   | Diagoras           | 48 | 38 | ? | ? | ? | ?  | ?  | ?  |
|  | 7.   | Antagoras          | 44 | 38 | ? | ? | ? | ?  | ?  | ?  |
|  | 8.   | Agios Ierotheos    | 44 | 38 | ? | ? | ? | ?  | ?  | ?  |
|  | 9.   | Ergotelīs          | 44 | 38 | ? | ? | ? | ?  | ?  | ?  |
|  | 10.  | Agios Dimitrios    | 43 | 38 | ? | ? | ? | ?  | ?  | ?  |
|  | 11.  | Aris Nikea         | 40 | 38 | ? | ? | ? | ?  | ?  | ?  |
|  | 12.  | Koropi             | 40 | 38 | ? | ? | ? | ?  | ?  | ?  |
|  | 13.  | Rethymno           | 36 | 38 | ? | ? | ? | ?  | ?  | ?  |
|  | 14.  | OFI Creta          | 30 | 38 | ? | ? | ? | ?  | ?  | ?  |
|  | 15.  | Nikea              | 25 | 38 | ? | ? | ? | ?  | ?  | ?  |
|  | 16.  | Aetos Loutron      | 24 | 38 | ? | ? | ? | ?  | ?  | ?  |
|  | 17.  | Asteras Zografo    | 20 | 38 | ? | ? | ? | ?  | ?  | ?  |
|  | 18.  | Panchiakos         | 14 | 38 | ? | ? | ? | ?  | ?  | ?  |
|  | 19.  | Panchaniakos       | 12 | 38 | ? | ? | ? | ?  | ?  | ?  |
|  | 20.  | Pansamiakos        | 6  | 38 | ? | ? | ? | ?  | ?  | ?  |

Legenda:

      Ammesse in Beta Ethniki 1979-1980
      Retrocesse nei campionati regionali 1979-1980

## Gruppo 2

### Squadre partecipanti
| Squadra             | Città      |
| ------------------- | ---------- |
| Acaia               | Kato Acaia |
| AEK Tripoli         | Tripoli    |
| Amfilochos          | Anfiloco   |
| Ampelokipi Giannina | Giannina   |
| Aris Patrasso       | Patrasso   |
| Aris Skalas         | Skala      |
| Asklipios Epidavros | Epidauro   |
| Kalamata            | Calamata   |
| Kerkyra             | Corfù      |
| Kypselos Korinthos  | Corinto    |
| Mesolongi           | Missolungi |
| Olimpo Kerkyra      | Corfù      |
| Pamisos Messinis    | Messene    |
| Panaigialeios       | Egio       |
| Panīleiakos         | Pyrgos     |
| Patrasso            | Patrasso   |
| Pelopas Kiatou      | Kiato      |
| Sparta              | Sparta     |
| Thyella Patrasso    | Patrasso   |
| Thyella Pyrgos      | Pyrgos     |

### Classifica
|  | Pos. | Squadra             | Pt | G  | V | N | P | GF | GS | DR |
|  | ---- | ------------------- | -- | -- | - | - | - | -- | -- | -- |
|  | 1.   | Patrasso            | 59 | 38 | ? | ? | ? | ?  | ?  | ?  |
|  | 2.   | Panaigialeios       | 58 | 38 | ? | ? | ? | ?  | ?  | ?  |
|  | 3.   | Kerkyra             | 53 | 38 | ? | ? | ? | ?  | ?  | ?  |
|  | 4.   | Pelopas Kiatou      | 50 | 38 | ? | ? | ? | ?  | ?  | ?  |
|  | 5.   | Panīleiakos         | 47 | 38 | ? | ? | ? | ?  | ?  | ?  |
|  | 6.   | Acaia               | 46 | 38 | ? | ? | ? | ?  | ?  | ?  |
|  | 7.   | Mesolongi           | 46 | 38 | ? | ? | ? | ?  | ?  | ?  |
|  | 8.   | Kalamata            | 45 | 38 | ? | ? | ? | ?  | ?  | ?  |
|  | 9.   | Pamisos Messinis    | 45 | 38 | ? | ? | ? | ?  | ?  | ?  |
|  | 10.  | Amfilochos          | 45 | 38 | ? | ? | ? | ?  | ?  | ?  |
|  | 11.  | Thyella Patrasso    | 42 | 38 | ? | ? | ? | ?  | ?  | ?  |
|  | 12.  | Sparta              | 41 | 38 | ? | ? | ? | ?  | ?  | ?  |
|  | 13.  | Aris Patrasso       | 39 | 38 | ? | ? | ? | ?  | ?  | ?  |
|  | 14.  | Olimpo Kerkyra      | 28 | 38 | ? | ? | ? | ?  | ?  | ?  |
|  | 15.  | Ampelokipi Giannina | 25 | 38 | ? | ? | ? | ?  | ?  | ?  |
|  | 16.  | Kypselos Korinthos  | 24 | 38 | ? | ? | ? | ?  | ?  | ?  |
|  | 17.  | Asklipios Epidavros | 21 | 38 | ? | ? | ? | ?  | ?  | ?  |
|  | 18.  | Thyella Pyrgos      | 18 | 38 | ? | ? | ? | ?  | ?  | ?  |
|  | 19.  | AEK Tripoli         | 13 | 38 | ? | ? | ? | ?  | ?  | ?  |
|  | 20.  | Aris Skalas         | 11 | 38 | ? | ? | ? | ?  | ?  | ?  |

Legenda:

      Ammesse in Beta Ethniki 1979-1980
      Retrocesse nei campionati regionali 1979-1980

## Gruppo 3

### Squadre partecipanti
| Squadra                 | Città              |
| ----------------------- | ------------------ |
| Almyros                 | Almyros            |
| Anagennisi Ptolemaida   | Ptolemaida         |
| Apollon Kryas Vrysis    | Krya Vrysi         |
| Aris Agios Konstantinos | Agios Konstantinos |
| Astrapi Mesopotamias    | Mesopotamia        |
| Dafni Erythron          | Erythres           |
| Doxa Makrochori         | Makrochori         |
| Aiginiakos              | Eginio             |
| Elassona                | Elassona           |
| Eordaïkos               | Ptolemaida         |
| Filippos Melikis        | Meliki             |
| Fōkikos                 | Amfissa            |
| Īraklīs Psachna         | Dirfys-Messapia    |
| Kozani                  | Kozani             |
| Meteora Kalampakas      | Meteora            |
| Nea Artaki              | Nea Artaki         |
| Pallamiaki              | Lamia              |
| Pontii Kozani           | Kozani             |
| Sofades                 | Sofades            |
| Tyrnavos                | Tyrnavos           |

### Classifica
|  | Pos. | Squadra                 | Pt | G  | V | N | P | GF | GS | DR |
|  | ---- | ----------------------- | -- | -- | - | - | - | -- | -- | -- |
|  | 1.   | Eordaïkos               | 55 | 38 | ? | ? | ? | ?  | ?  | ?  |
|  | 2.   | Kozani                  | 54 | 38 | ? | ? | ? | ?  | ?  | ?  |
|  | 3.   | Nea Artaki              | 54 | 38 | ? | ? | ? | ?  | ?  | ?  |
|  | 4.   | Elassona                | 52 | 38 | ? | ? | ? | ?  | ?  | ?  |
|  | 5.   | Almyros                 | 50 | 38 | ? | ? | ? | ?  | ?  | ?  |
|  | 6.   | Fōkikos                 | 45 | 38 | ? | ? | ? | ?  | ?  | ?  |
|  | 7.   | Dafni Erythron          | 44 | 38 | ? | ? | ? | ?  | ?  | ?  |
|  | 8.   | Astrapi Mesopotamias    | 44 | 38 | ? | ? | ? | ?  | ?  | ?  |
|  | 9.   | Apollon Kryas Vrysis    | 43 | 38 | ? | ? | ? | ?  | ?  | ?  |
|  | 10.  | Pallamiaki              | 40 | 38 | ? | ? | ? | ?  | ?  | ?  |
|  | 11.  | Aiginiakos              | 40 | 38 | ? | ? | ? | ?  | ?  | ?  |
|  | 12.  | Tyrnavos                | 34 | 38 | ? | ? | ? | ?  | ?  | ?  |
|  | 13.  | Doxa Makrochori         | 33 | 38 | ? | ? | ? | ?  | ?  | ?  |
|  | 14.  | Pontii Kozani           | 32 | 38 | ? | ? | ? | ?  | ?  | ?  |
|  | 15.  | Īraklīs Psachna         | 32 | 38 | ? | ? | ? | ?  | ?  | ?  |
|  | 16.  | Sofades                 | 29 | 38 | ? | ? | ? | ?  | ?  | ?  |
|  | 17.  | Filippos Melikis        | 27 | 38 | ? | ? | ? | ?  | ?  | ?  |
|  | 18.  | Meteora Kalampakas      | 18 | 38 | ? | ? | ? | ?  | ?  | ?  |
|  | 19.  | Aris Agios Konstantinos | 18 | 38 | ? | ? | ? | ?  | ?  | ?  |
|  | 20.  | Anagennisi Ptolemaida   | 12 | 38 | ? | ? | ? | ?  | ?  | ?  |

Legenda:

      Ammesse in Beta Ethniki 1979-1980
      Retrocesse nei campionati regionali 1979-1980

## Gruppo 4

### Squadre partecipanti
| Squadra                  | Città                         |
| ------------------------ | ----------------------------- |
| Alexandroupoli           | Alessandropoli                |
| Aspis Xanthi             | Xanthi                        |
| Didymoticho              | Didymoticho                   |
| Digenis Lakkoma          | Lakkoma fraz. di Kallikrateia |
| Elpida Sapon             | Sapes                         |
| Ethnikos Alexandroupolis | Alessandropoli                |
| Ethnikos Sidirokastro    | Sidirokastro                  |
| Finikas Polichni         | Polichni                      |
| Kampaniakos              | Chalastra                     |
| Koufalia                 | Koufalia                      |
| Nea Amisos               | Nea Amisos                    |
| Neapoli Kavala           | Kavala                        |
| Nestos Chrysoupoli       | Chrysoupoli                   |
| Odysseas Anagennisi      | Anagennisi                    |
| Odysseas Kordelio        | Eleftherio-Kordelio           |
| Pandramaïkos             | Drama                         |
| Panthrakikos             | Komotini                      |
| Pavlos Melas             | Drama                         |
| Pekon Goumenissas        | Goumenissa                    |
| Thyella Serron           | Serres                        |

### Classifica
|  | Pos. | Squadra                  | Pt | G  | V | N | P | GF | GS | DR |
|  | ---- | ------------------------ | -- | -- | - | - | - | -- | -- | -- |
|  | 1.   | Panthrakikos             | 58 | 38 | ? | ? | ? | ?  | ?  | ?  |
|  | 2.   | Pandramaïkos             | 56 | 38 | ? | ? | ? | ?  | ?  | ?  |
|  | 3.   | Odysseas Kordelio        | 52 | 38 | ? | ? | ? | ?  | ?  | ?  |
|  | 4.   | Finikas Polichni         | 50 | 38 | ? | ? | ? | ?  | ?  | ?  |
|  | 5.   | Ethnikos Alexandroupolis | 49 | 38 | ? | ? | ? | ?  | ?  | ?  |
|  | 6.   | Kampaniakos              | 47 | 38 | ? | ? | ? | ?  | ?  | ?  |
|  | 7.   | Ethnikos Sidirokastro    | 45 | 38 | ? | ? | ? | ?  | ?  | ?  |
|  | 8.   | Koufalia                 | 44 | 38 | ? | ? | ? | ?  | ?  | ?  |
|  | 9.   | Didymoticho              | 44 | 38 | ? | ? | ? | ?  | ?  | ?  |
|  | 10.  | Aspis Xanthi             | 44 | 38 | ? | ? | ? | ?  | ?  | ?  |
|  | 11.  | Nestos Chrysoupoli       | 43 | 38 | ? | ? | ? | ?  | ?  | ?  |
|  | 12.  | Alexandroupoli           | 34 | 38 | ? | ? | ? | ?  | ?  | ?  |
|  | 13.  | Elpida Sapon             | 34 | 38 | ? | ? | ? | ?  | ?  | ?  |
|  | 14.  | Nea Amisos               | 30 | 38 | ? | ? | ? | ?  | ?  | ?  |
|  | 15.  | Odysseas Anagennisi      | 29 | 38 | ? | ? | ? | ?  | ?  | ?  |
|  | 16.  | Pavlos Melas             | 28 | 38 | ? | ? | ? | ?  | ?  | ?  |
|  | 17.  | Thyella Serron           | 22 | 38 | ? | ? | ? | ?  | ?  | ?  |
|  | 18.  | Neapoli Kavala           | 22 | 38 | ? | ? | ? | ?  | ?  | ?  |
|  | 19.  | Pekon Goumenissas        | 15 | 38 | ? | ? | ? | ?  | ?  | ?  |
|  | 20.  | Digenis Lakkoma          | 11 | 38 | ? | ? | ? | ?  | ?  | ?  |

Legenda:

      Ammesse in Beta Ethniki 1979-1980
      Retrocesse nei campionati regionali 1979-1980